# Clayton (South Yorkshire)
Clayton – wieś w Anglii, w hrabstwie ceremonialnym South Yorkshire, w dystrykcie metropolitalnym Doncaster. Leży 23 km na północny wschód od miasta Sheffield i 242 km na północ od Londynu.